# 安東妮·繆拉
安東妮·繆拉（法語：Antoinette Murat，1793年1月3日—1847年1月19日），霍亨索倫-錫格馬林根親王妃，法國將領若阿尚·繆拉的姪女。

## 家庭
1808年，安東妮與霍亨索倫-錫格馬林根親王安東·阿洛伊斯的獨子卡爾結婚，兩人共有1子3女：
1. 卡羅琳（1810年—1885年）
2. 卡爾·安東（1811年—1885年）
3. 阿瑪莉（英语：Princess Amalie of Hohenzollern-Sigmaringen）（1815年—1841年）
4. 弗蕾德里克（1820年—1906年）